# 제주4·3평화재단

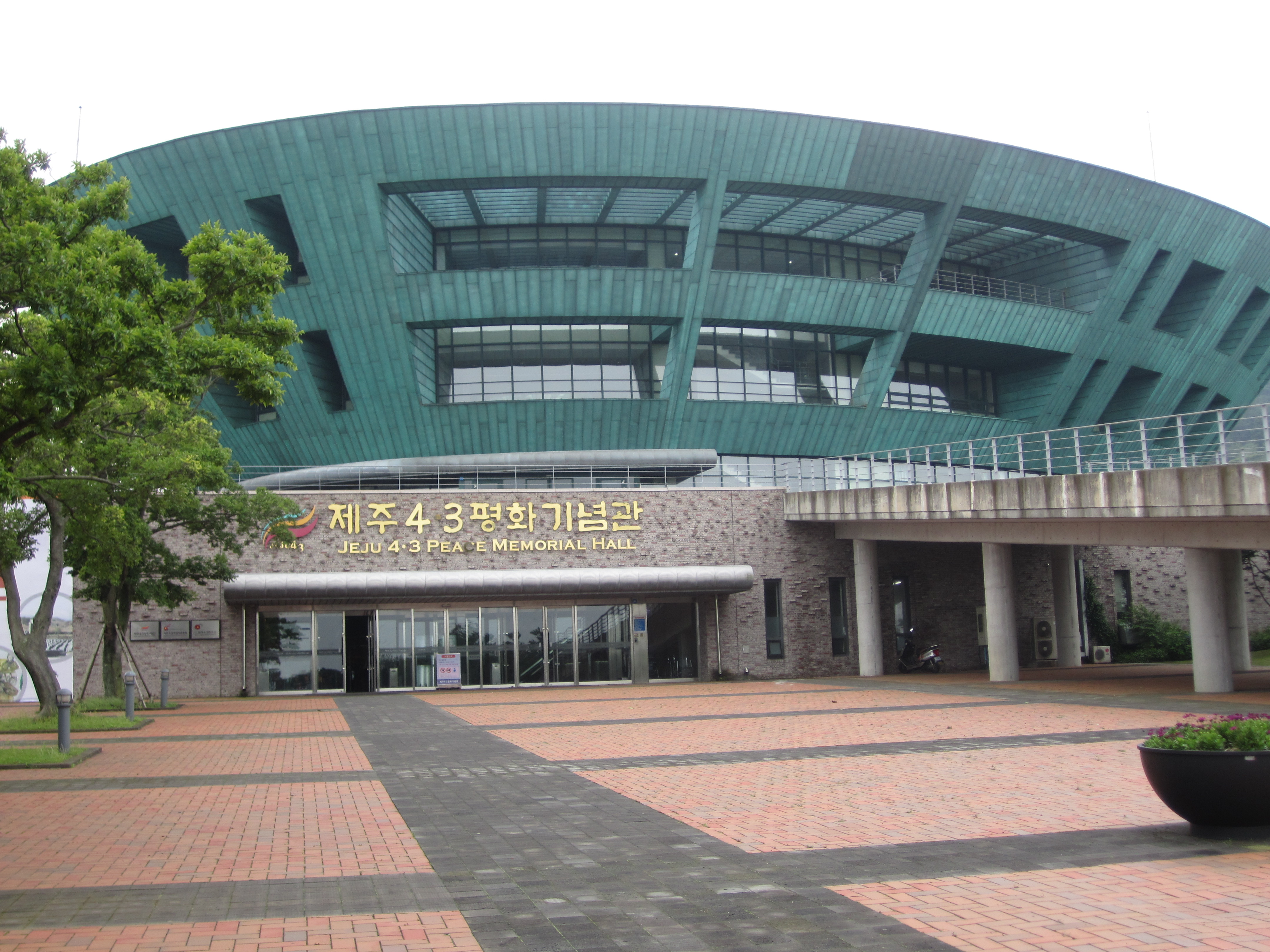
제주4·3평화기념관

제주4·3평화재단(濟州4·3平和財團, Jeju April 3 Peace Foundation)은 2003년 '제주 4·3 사건 진상보고서' 확정 이후 4·3평화재단의 설립 필요성이 대두되고 나서, 4·3평화기념관 및 평화공원의 운영 및 관리와 추가 진상조사 등을 목적으로 설립된 특수법인 형태의 재단이다. 제주특별자치도 제주시 명림로 430 제주4·3평화기념관 4층에 위치하고 있다.

## 설립 근거
- 제주4·3사건 진상규명 및 희생자명예회복에 관한 특별법 제8조의2[1]

## 주요 사업
- 제주4·3평화기념관 및 4·3평화공원의 운영 및 관리
- 제주4·3사건의 추가 진상조사
- 제주4·3사건의 추모 및 유족복지사업
- 제주4·3사건 관련 문화학술사업
- 국내외 평화교류사업

## 연혁
- 2008년 11월 10일 제주4·3재단 출범.[2]
- 2009년 10월 27일 제주4·3행방불명 희생자 표석 설치 준공식.[3]
- 2010년 9월 13일 3단계 유해발굴 사업 시행.
- 2011년 3월 14일 행방불명인 발굴유해 장례식.[4]

## 조직

### 이사회

#### 이사장
- 감사

##### 상임이사

###### 사무처장
- 총무팀
- 기념사업팀
- 공원·기념관 관리팀

## 같이 보기
- 민주화운동기념사업회